# 林永奎
林永奎（韓語：임용규，1991年6月18日—），韩国男子网球运动员，2014年亞洲運動會網球比賽男子雙打金牌得主。在2014年5月12日升至個人世界排名最高位，單打排名和雙打排名分別是257和212。

## 外部連結
- 林永奎（英文/西班牙文）的官方資料
- 林永奎的國際網球總會 職業／青少年 官方資料（英文）
- 林永奎的官方資料（英文）
- Athletes_Profile | Biographies | Sports